# Friedrich Hayn
Friedrich Karl Traugott Hayn (14 de mayo de 1863 - 9 de septiembre de 1928) fue un astrónomo alemán.

## Biografía
Hayn nació en Auerbach, Sajonia en 1863, hijo de un pastor luterano. Asistió al instituto en Dresde. Desde 1883 a 1888, estudió astronomía en la Universidad de Leipzig y en la Universidad de Gotinga. En 1888 obtuvo su doctorado en Gotinga después de determinar la órbita del Cometa Swift-Tuttle, que había sido descubierto en 1862. En 1891 se convistió en ayudante en el Observatorio de Leipzig. Rechazó en 1920 una oferta del Observatorio de Koenigsberg, y se convirtió en profesor asociado en Leipzig.
Durante su carrera, entre otros trabajos, analizó el comportamiento del grupo de las Pléyades y de ciertos elementos de la rotación de la Luna. En 1897 publicó Astronomische Ortsbestimmungen im Deutschen Schutzgebiete der Südsee, una recopilación de sus estudios lunares. También escribió un artículo en la Enciclopedia de Klein, y desarrolló un tipo de reloj eléctrico.

## Eponimia
- El cráter lunar Hayn lleva este nombre en su memoria.